# Ami (1995年生のタレント)
Ami（アミ、1995年3月1日 - ）は日本のタレント、モデル、インスタグラマー。
東京都出身。身長164cm、スリーサイズはB90、W59、H90。ハーフタレント・マリアンの次女で、姉はモデルのERICA。

## 経歴
3歳のころから子役として芸能活動をしていた。1998年に両親が離婚。離婚に伴い、日本とハワイを行き来するようになった。12歳からモデル活動を行い、2009年にはファッション雑誌『CUTiE』でモデルを務めた。かつてはオスカープロモーションに所属していたが、2013年に高校を卒業してハワイで生活するようになり、このころには芸能活動をする気はなかったという。2018年ごろにフリーとなった。ハワイでは美容専門学校を卒業した。
2019年にInstagramを開始した。母のマリアンと面白半分で始めたといい、写真は母がAmi本人からアドバイスを受けつつ撮っていた。投稿したハワイでの水着写真などから「謎のインスタ美女」として注目を受けるようになり、以降複数のテレビ番組に出演した。当初、Ami本人は内気な性格からテレビ出演依頼に対しては悩んでいたが、母とも相談の上出演したら楽しくなってきたとのこと。このころに母がマリアンであることが明らかになると、親子でのテレビ出演依頼が増えるようになった。東スポWEBは出演依頼が増えた要因について「ローラのような不思議な日本語を話す癒やし系キャラと、母親そっくりの容姿が視聴者を引き付け」たと記している。
テレビ番組のトークスタイルとして、話すときに敬語を使わないいわゆるタメ口が特徴として挙げられ、本人によると、『サンデー・ジャポン』の打合せにおいて頑張って敬語を使っていたものの、不自然さを指摘され、それから使用をやめたとのことである。
2020年6月20日、アパレルブランド「AIMIE」を立ち上げた。同9月13日、芸能事務所のPABLOに所属。同11月27日・12月4日号の『週刊ポスト』では母とともに水着グラビアを披露した。NEWSポストセブンによると、親子での水着グラビア共演は日本初であるという。

## 出演
出典: 
- 映画
  - 2003年 The blue eyed Samurai（さくら役）
- 雑誌
  - 2009年 宝島社「CUTiE」専属モデル
  - 2009年 講談社「ViVi」
  - 2012年 百日草「はなよめ 成人式振袖着付」
- ショー
  - 2009年・2010年 原宿スタイルコレクション
- TV
  - 2009年 テレビ東京『レディス4』
  - 2009年 フジテレビ『スパイスTV どーも☆キニナル!』
  - 2012年 TBS『爆報! THE フライデー』
  - 2019年・2020年 TBS『その他の人に会ってみた』
  - 2020年 日本テレビ『踊る!さんま御殿!!2世代芸人SP』
  - 2020年 TBS『サンデージャポン』
  - 2020年 フジテレビ『本音でハシゴ酒-ダウンタウンなう』